# Michael Stipe
John Michael Stipe (Decatur (Georgia), 4 januari 1960) is de zanger en voormalig frontman van de Amerikaanse rockband R.E.M. Hij staat bekend om zijn "mompelen" aan het begin van zijn carrière, om de surrealistische teksten alsook om zijn politiek activisme. R.E.M. wordt gezien als de pionier in de alternatieve rock.

## Loopbaan
Stipe kwam in contact met Peter Buck, Bill Berry en Mike Mills in 1980 toen hij fotografie en schilderkunst studeerde aan de Universiteit van Georgia. In dat jaar richtten zij R.E.M. op en maakten hun eerste single "Radio Free Europe". Het nummer werd veel gedraaid op universiteitsradiostations, en de band tekende een platencontract met I.R.S. Records voor hun eerste EP, Chronic Town, die het jaar erop werd uitgebracht.
In 1983 brachten ze het album Murmur uit, en dat bleek het eerste uit een rij albums die goede kritieken kreeg, maar met sterk wisselende commerciële successen. Een aantal hits en een groeiende bekendheid als politiek activist zorgden ervoor dat hij beroemd werd.

## Vrienden
Stipe was goede vrienden met onder anderen River Phoenix, aan wie het album Monster werd opgedragen. Ook Kurt Cobain was een goede vriend; Stipe werd peetoom van Frances Bean Cobain, de dochter die Kurt had met Courtney Love.
Ook Radiohead en R.E.M. waren goede bekenden. Dit stamde uit de tijd dat Radiohead de supportact was voor de 'Monster tour' in 1995. Hier uit voortkomend zong Michael tijdens de 'Radiohead tour' van 2003 een aantal keer het lied 'Lucky'. Omgekeerd leverde Thom Yorke een aantal keer vocale bijdragen tijdens R.E.M. concerten en zong hij op de single E-Bow the Letter. 
De vriendschap tussen de twee verdiepte zich doordat Yorke tijdens ernstig depressieve perioden aan het einde van de jaren negentig door Stipe werd bijgestaan.

## Boek en film
In 1998 publiceerde hij het boek Two Times Intro: On the Road with Patti Smith, een van zijn helden. Ook werkte hij met Single Cell, een filmproductiebedrijf dat verschillende arthouse/indie films uitbracht (waaronder Velvet Goldmine met Ewan McGregor, Being John Malkovich en American Psycho).
Hij schreef haikus voor het boek The Haiku Year.
In 2006 bracht hij een EP uit met daarop zes verschillende covers van Joseph Arthurs "In the Sun" voor het fonds voor hulp na orkaan Katrina. De versie met Chris Martin van Coldplay werd nummer 1 in Canada. . Ook verscheen hij in dit jaar in het lied Broken Promise op het album van Placebo, en zong hij het lied L'Hôtel op het tributealbum Monsieur Gainsbourg Revisited.
Hij is ook regelmatig te horen op nummers van andere artiesten als Indigo Girls en Kristin Hersh. Ook was hij erg nauw verbonden met zangeres Natalie Merchant, met wie hij ook een aantal nummers opnam, waaronder Photograph die op een pro-choicebenefietalbum, Born to Choose, werd uitgebracht. Ook hebben zij samen met Peter Gabriel op het podium gestaan.

## Persoonlijk
In interviews geeft hij aan dat zijn seksuele voorkeur niet te definiëren valt als hetero, homo- of biseksueel. Hij zegt dat zijn seksuele gevoelens pendelen tussen mannen en vrouwen, en dat hij relaties heeft met beide.